# Шприц боца
Шприц боца је пластична лабораторијска посуда са цевчицом налик прскалици на затварачу. У шприц боци се углавном држи дестилована вода, евентуално ацетон или етил-алкохол, и користи се примарно за испирање осталог лабораторијског посуђа, али може послужити и за поједине огледе где је потребно додати дестиловану воду. Шприц боца није погодна за загревање, као ни за чување врелих течности.   
Већина шприц боца је направљена од полиетилена, релативно меке еластичне пластике направљене на бази нафте. Боја шприц боца може да варира од провидне до загасито беле, а запремина се креће од 100 mL, преко 250 mL, 500 mL до 1.000 mL. Затварач је најчешће направљен од полиетилена велике густине (HDPE 2). 
Шприц боце се у лабораторији чувају на полицама изнад радне површине, најчешће непосредно близу сливника, како би биле стално на дохват руке.   
За прецизно додавање дестиловане воде или другог растварача који се налази у шприц боци у капима, постоје пластични наставци који се стављају на врх цевчице и олакшавају коришћење јер смањују пречник капи која излази из боце. Наставци се не користе у току испирања лабораторијског посуђа, већ само кад је у току експеримента или одређеног мерења потребно прецизно додати одређену запремину течности.    
Постоје и шприц боце од стакла, међутим, оне су другачије конструкције и далеко мање заступљеније у класичним лабораторијама. Користе се тек у појединим ситуацијама, а принцип коришћења је такав да дувањем кроз једну цевчицу, уноси се ваздух у боцу и под притиском вода излази кроз другу цевчицу. 
Водећи произвођачи шприц боца у Србији су Дунавпласт, а у свету Vitlab.

## Галерија
- Стаклена шприц боца.
- Затварачи са цевчицама.
- Шприц боце малих запремина.
- Разне шприц боце за прање.
- Принцип испирања пластичне епрувете шприц боцом.